# Agnes Lepp
Agnes Lepp (* 1985) ist eine deutsche Jazzmusikerin (Gesang, Texte, Komposition).

## Leben und Wirken
Lepp, die im Großraum Stuttgart in einem musikalischen Elternhaus aufwuchs, erlernte mit neun Jahren das Saxophon. Mit 14 Jahren kam der klassische Klavierunterricht dazu; nachdem sie immer mehr ihre gesanglichen Fähigkeiten entdeckte, erhielt sie ab dem Alter von 16 Jahren klassischen Gesangsunterricht. Nach dem Abitur konzentriert sie sich immer mehr auf den Jazzgesang. Nachdem sie ein Germanistik- und Italianistikstudium begann, studierte sie von 2007 bis 2013 an der Hochschule für Musik Nürnberg bei Reinette van Zijtveld und Elisabeth Tuchmann Jazzgesang.
Sie war als Sängerin im LandesJugendJazzOrchester Baden-Württemberg und in der European Masterclass Big Band unter der Leitung von John Ruocco tätig. Derzeit arbeitet sie mit dem Gitarristen Filip Wisniewski im Duo Leppinski 2, mit dem sie 2012 auch ein gleichnamiges Album  vorgelegt hat und auch im Trio- und Quintettformat auftritt. Weiterhin gehört sie zu Rebeccas Treschers Formation 11, mit der sie auf mehreren Festivals aufgetreten ist und die Alben Fields und Floating Food eingespielt hat. Sie ist ferner auf Izabella Effenbergs Album Iza und auf Paweł Czubatkas Drums & Dreams zu hören. Als Solistin war sie im Sommer 2018 in mehreren Aufführungen von Duke Ellingtons Sacred Concert tätig. Weiterhin gehört sie zum Vokalquintett Vox 5, das 2021 auch mit der Bigband von Thilo Wolf aufgetreten ist. Seit dem Wintersemester 2020/21 lehrt sie Jazz-Gesang an der Hochschule für Musik Nürnberg.

## Preise und Auszeichnungen
2004 war Lepp im Halbfinale des Deutschen Rock & Pop Preises in Hamburg. Mit ihrem Duo-Projekt Leppinski 2 gewann sie 2011 den 3. Preis im internationalen Jazzwettbewerb Jazz Hoeilaart (Belgien). Mit Treschers Ensemble 11 erhielt sie 2017 den Bayerischen Kunstförderpreis in der Sparte Musik und Tanz.

## Diskographische Hinweise
- Rebecca Trescher Ensemble 11 Floating Food (Enja, 2017; mit Florian Bischof, Andreas Feith, Konstantin Herleinsberger, Markus Harm, Max Leiß, Silvio Morger, Maja Taube, Julian Fau, Volker Heuken, Hironaru Saito)[6]
- Leppinski 2 (mit Filip Wisniewski, Label 11, 2012)
- Rebecca Trescher Ensemble 11 Fields (Label 11, 2015)
- Leppinski 3 Home (2015, mit Lutz Häfner)
- Agnes Lepp, Silke Straub, Rayka Wehner, Yara Linss & Metropolmusik Engelesingen (Label 11, 2011)